# Colégio de Aplicação Pio XII
O Colégio de Aplicação Pio XII é uma instituição de educação infantil, ensino fundamental e médio privada brasileira, com sede em Campinas, em São Paulo, subordinado à Pontifícia Universidade Católica de Campinas (PUC-Campinas), sendo responsável por desenvolver o ensino, a pesquisa e a extensão em educação, além da oferta de campo de estágio junto à universidade. É um dos colégios de aplicação existentes em universidades federais brasileiras.
Fundado em 1962, o colégio possui 60 anos de experiência e já formou inúmeros alunos. Sua mantenedora é a Sociedade Campineira de Educação e Instrução. Atualmente, oferece cursos de educação infantil (para crianças de 4 a 5 anos), ensino fundamental (de 1º a 9º ano) e ensino médio. Sua estrutura física compreende uma área de esportes com três quadras, um parquinho infantil, auditórios, biblioteca, laboratório de informática, laboratórios de biologia, química e matemática, cantina, gráfica, capela, salão de jogos e salas de arte, música e multimídia. Além disso, o colégio também conta com serviços de orientação educacional e assessoria pedagógica, além de oferecer atividades extracurriculares variadas. Por ser uma instituição de ensino católica, o colégio baseia seus princípios em valores humanos, buscando dar a seus alunos uma formação completa voltada ao estímulo do pensamento crítico, da reflexão e da criatividade.